# Prey Chhor
Prey Chhor är ett distrikt i Kambodja.   Det ligger i provinsen Kampong Cham, i den centrala delen av landet, 70 km nordost om huvudstaden Phnom Penh.